# Дорофеєв Захар Миколайович
Заха́р Микола́йович Дорофе́єв (5 вересня 1903 , Олександрівськ, Катеринославська губернія  — не раніше 1973 ) — український радянський діяч, голова виконавчого комітету Запорізької обласної ради депутатів трудящих. Депутат Верховної Ради УРСР 1-го скликання (1938–1947), член Бюджетної комісії. 

## Біографія
Народився 5 вересня 1903 року в Олександрівську, нині Запоріжжя, Запорізька область, Україна. Батько Захара Дорофеєва більше 20 років пропрацював на залізниці, а потім був чорноробом на Запорізькому заводі «Інтернаціонал».
У 1915–1916 роках — учень Олександрівської двохкласної залізничної школи. У 1917–1920 роках — учень Олександрівської ремісничої школи.
У 1918–1920 роках — писар-червоноармієць 255-го етапного пункту РСЧА у місті Олександрівську.
У жовтні 1920 — липні 1922 року — телеграфіст станції Олександрівськ (Запоріжжя) Південних залізниць. У липні 1922 — січні 1924 року — слюсар Південних залізничних майстерень у Запоріжжі. У лютому — липні 1924 року — безробітний.
У 1924–1933 роках — чорнороб, пакувальник, завідувач складу, вагар, помічник завідувача складу, знову вагар, помічник майстра, змінний майстер, начальник відділу технічного контролю Запорізького дротово-цвяхового заводу «Інтернаціонал».
Член ВКП(б) з 1929 року.
У 1930–1932 роках — учень (без відриву від виробництва) Запорізького технікуму холодної обробки металів.
У серпні 1933 — вересні 1937 року — начальник основного та провідного протягувального цеху, начальник відділу технічного контролю заводу, головний інженер, директор Запорізького дротово-цвяхового заводу «Інтернаціонал».
У 1936–1938 роках закінчив три курси механічного факультету машинобудівного інституту (інституту народного господарства).
22 вересня 1937 — 9 січня 1939 року — голова Запорізької міської ради депутатів трудящих Дніпропетровської області.
26 червня 1938 року обраний депутатом Верховної Ради УРСР 1-го скликання по Тарасо-Шевченківській виборчій окрузі № 213 Дніпропетровської області.
9 січня — 4 грудня 1939 року — заступник голови Організаційного комітету Президії Верховної Ради УРСР по Запорізькій області. 4 грудня 1939 — 7 січня 1940 року — виконувач обов'язків голови Організаційного комітету Президії Верховної Ради УРСР по Запорізькій області.
7 січня 1940 — 4 жовтня 1941 року — голова виконавчого комітету Запорізької обласної ради депутатів трудящих.
Під час німецько-радянської війни мобілізований до лав Радянської армії, був уповноваженим Військової Ради Південного, потім Північно-Кавказького фронтів, уповноваженим Чорноморської групи військ Закавказького фронту. 
13 жовтня 1943 — 20 березня 1944 року — голова виконавчого комітету Запорізької обласної ради депутатів трудящих.
У 1944–1962 роках — 1-й заступник голови виконавчого комітету Тернопільської обласної ради депутатів трудящих. У 1962 — березні 1963 року — заступник голови виконавчого комітету Тернопільської обласної ради депутатів трудящих.
З 1963 року — заступник голови правління Тернопільської обласної спілки споживчої кооперації з кадрів.
Потім — персональний пенсіонер у місті Тернополі.

## Нагороди
- орден Леніна (26.02.1958)
- орден «Знак Пошани» (23.01.1948)
- ордени
- медаль «За оборону Кавказу» (1.05.1944)
- медаль «За перемогу над Німеччиною у Великій Вітчизняній війні 1941—1945 рр.»
- медалі
- Почесна грамота Президії Верховної Ради Української РСР (22.08.1963)
- почесний громадянин міста Тернополя (1973)